# ماتيوس دا سيلفا
ماتيوس أفيلينو دا سيلفا (بالبرتغالية: Matheus Avelino Da Silva) (مواليد 29 ديسمبر 2000) هو لاعب كرة قدم برازيلي ، يجيد اللعب في مركز خط الوسط. 
لعب في نادي الوصل ونادي العربي ونادي دبا الحصن.